# Jonathan Karl
Jonathan David Karl (19 de enero de 1968) es un periodista político y autor estadounidense. A lo largo de su carrera, Karl ha cubierto la Casa Blanca, Capitol Hill, el Pentágono y el Departamento de Estado de los Estados Unidos, y ha informado desde más de 30 países, cubriendo política estadounidense, política exterior y el ejército.
Karl ha sido el corresponsal jefe en Washington para ABC News y copresentador de This Week with George Stephanopoulos.  Karl se desempeñó como corresponsal jefe de la Casa Blanca para ABC News desde diciembre de 2012 hasta el final de la administración de Donald Trump en enero de 2021.
Es autor del libro de 2020 Front Row at the Trump Show y del libro de 2021 Betrayal: The Final Act of the Trump Show. Ambos libros son superventas del New York Times. Su último libro, Tired of Winning: Donald Trump and the End of the Grand Old Party, fue lanzado en 2023. En 2021, recibió el Premio Walter Cronkite a la Excelencia en el Periodismo Político de la Universidad Estatal de Arizona.

## Primeros años y educación
Karl nació en McLean, Virginia, pero pasó gran parte de su infancia en South Dakota.Se graduó de la escuela secundaria Darien en Darien, Connecticut .   Mientras vivía en un motel de Hill City, Dakota del Sur, su madre y su padrastro hicieron un proyecto de historia oral para la Universidad de Dakota del Sur, entrevistando a los hombres que trabajaron para crear el Monte Rushmore . Más tarde, Karl atribuyó ese proyecto a haber despertado su interés por el periodismo. Estudió en Vassar College, donde se graduó con honores en Historia y Ciencias Políticas en 1990. 
Se casó con María Nova Catalano en 1991 en Ridgewood, Nueva Jersey. 

## Carrera
Karl comenzó su carrera como reportero para The New Republic, donde escribió extensamente sobre política estadounidense y relaciones exteriores. En 1994, se convirtió en reportero en el New York Post, donde cubrió el New York City Hall. Entrevistó por primera vez a Donald Trump en 1994 para un artículo del New York Post sobre la luna de miel de Michael Jackson y Lisa Marie Presley en la Torre Trump.En 1996, fue contratado para cubrir la política como reportero de la Generación X en CNN y pasó a ser el corresponsal del Congreso de la red.
Se unió a ABC News en enero de 2003 como corresponsal principal de Asuntos Exteriores para el Departamento de Estado.  Karl trabajó para ABC News cubriendo noticias políticas nacionales y se convirtió en el corresponsal principal de seguridad nacional en diciembre de 2005. En 2006, obtuvo una nominación al premio Emmy por su cobertura del genocidio en Darfur, Sudán.  En ABC News, Karl se destacó como corresponsal en el Capitolio y fue promovido a corresponsal jefe de la Casa Blanca en 2012. Durante la administración de Donald Trump, fue conocido por sus incisivas preguntas durante las conferencias de prensa.
Además de su trabajo televisivo, Karl ha publicado artículos en varias revistas y periódicos importantes, y ha sido invitado frecuente en programas de análisis político.
Aunque Karl es corresponsal de ABC News, ha aparecido a menudo en MSNBC, CNN y Fox News en su calidad de autor. 

### Controversias
En mayo de 2013, Karl escribió un artículo sobre la reacción de la administración de Barack Obama al ataque de Bengasi de 2012 en el que afirmó citar directamente un correo electrónico enviado por un asesor de la Casa Blanca.  Más tarde se reveló que la cita fue proporcionada incorrectamente a Karl por una fuente anónima, y que él mismo nunca había visto el correo electrónico. Karl se disculpó por el error y por no haber indicado que la cita provenía de un resumen que su fuente le había proporcionado, y no de una cita directa del correo electrónico. 

## Obras
- Front Row at the Trump Show (2020)
- Betrayal: The Final Act of the Trump Show (2021)
- Tired of Winning: Donald Trump and the End of the Grand Old Party (2023)

## Premios y reconocimientos
- Premio Walter Cronkite a la Excelencia en el Periodismo Político (2021)